# ソン・イェジン
ソン・イェジン（孫藝珍、ハングル表記：손예진、1982年1月11日 - ）は、韓国の女優。大邱広域市出身。本貫は密陽孫氏。本名はソン・オンジン（孫彦眞）。カトリック教徒。

## 来歴
1982年、大邱(テグ)に2人姉妹の次女として生まれる。
高校1年生のときに芸能界に憧れ、録画したドラマを見てはひとり演技の勉強に励み、ソウル芸術大学へ進学。
1999年、キム・ヘスが長年モデルを務めるソマン化粧品のCMに脇役モデルとして採用され、デビューを果たす。
2000年、映画『秘密』に声で出演。
2001年、CMが関係者の目に留まり、無名の新人でありながらテレビドラマ『おいしいプロポーズ』のヒロインに大抜擢される。主役級のビッグネームを揃えようとしたMBCであったが、次々とキャンセルされ、苦し紛れに新人の彼女を採用した。当初は"危険すぎる冒険"と言われていたが、結果は大当たりとなる。
ユン・ソクホ監督のドラマ『夏の香り』ではヒロインを好演。人気に拍車がかかり、華奢で清廉なイメージが男女ともに支持され、"国民の初恋"と呼び親しまれる。映画『ラブストーリー』では数々の賞に輝く。
映画『私の頭の中の消しゴム』『四月の雪』は日本における韓国映画の興行成績で1位・2位を記録するなど日本でも人気を集める。2005年、両作品の公開記念で来日。24時間テレビ 「愛は地球を救う」（日本テレビ）と「徹子の部屋」（テレビ朝日）にも出演。ファンイベントや各種PR、ドラマの褒賞旅行やプライベートでも複数回、来日している。

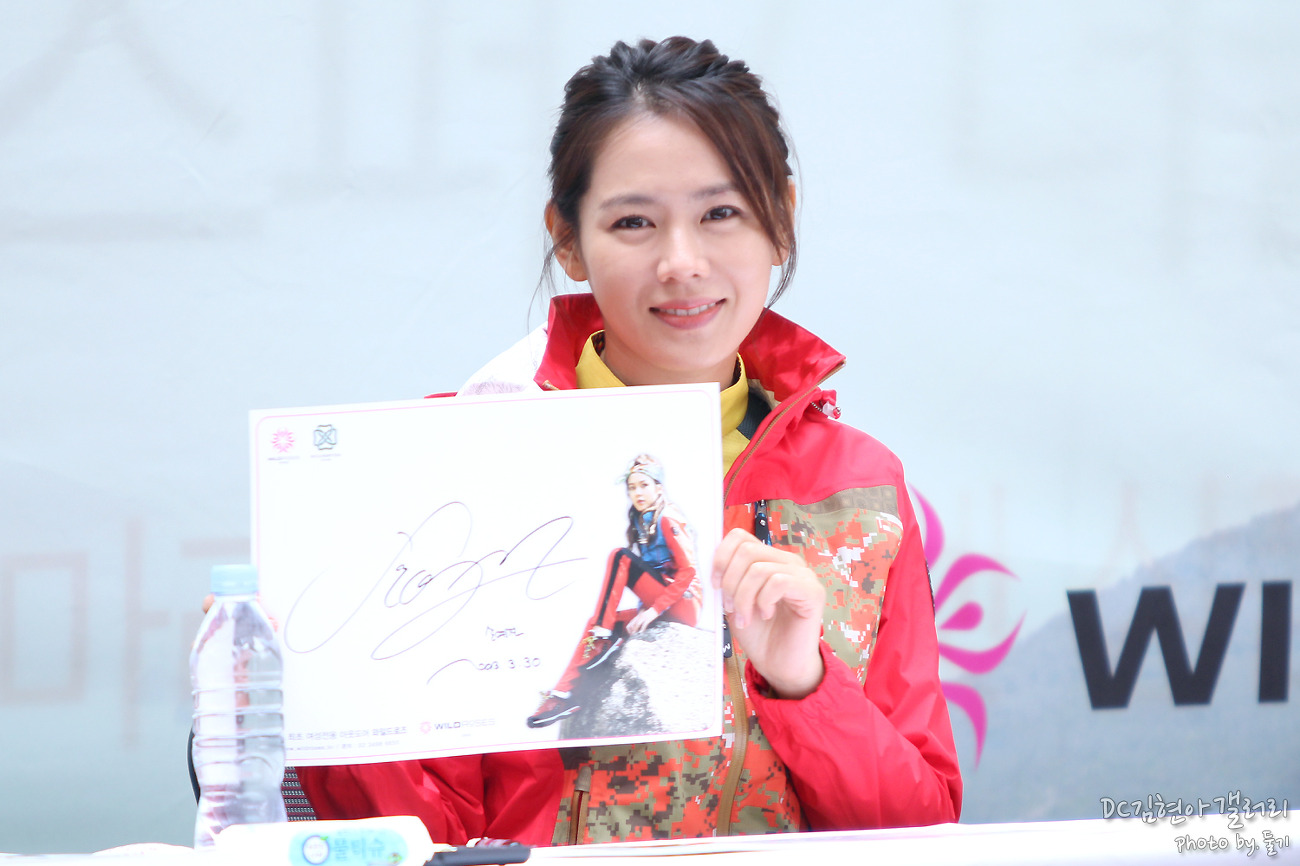
2013年のソン・イェジン

2016年7月、映画『ラスト・プリンセス 大韓帝国最後の皇女』撮影時には、制作費が不足し、ギャラが払えない状況だったが、ソン・イェジンはギャラ返上で映画撮影を遂行し、10億ウォンの投資をした。映画関係者は、「その金額はソン・イェジンの出演料の2倍近くに上る金額で、制作費の支援はもちろん作品のために全面的な協力を惜しまなかった」と明かしている。作品は韓国で560万人を動員する大ヒットを打ち立て、同年の映画『荊棘の秘密』でも主演女優賞を受賞した。
2019年、主演ドラマ『愛の不時着』が、韓国の有料ケーブルテレビ局tvNで放映された際、最終回(2020年2月16日)で平均視聴率21.7%、最高視聴率24.1%という同局ドラマにおける歴代最高視聴率を記録した。さらに、SNSなどのインターネット上の露出度を踏まえて放送コンテンツの影響力を測る指標CPIでも、放送初週から終了までドラマ部門1位をキープする人気を誇った。この作品は、Netflixで世界全190か国に配信されると海外でもブームとなった。
グローバル的な人気を得て、海外のエンタメ専門メディア『Starmometer』が発表した「世界で最も美しい女性 2020」では、総投票数1395万5584票のうち、435万4037票を獲得し、1位に輝いている。
2020年2月、新型コロナウイルス感染症による被害支援のため、生まれ故郷の大邱社会福祉共同募金に1億ウォンを寄付した。ソン・イェジンは「どのときよりも救いの手が切実に必要な低所得層とコロナ治療と防疫活動の実質的な助けになることを願う」と伝えた。
2020年7月6日、アンドリュー・ニコル監督のハリウッド映画『クロス』のヒロイン役のオファーを受け、肯定的に検討中との立場を所属事務所が明かしていた。当初は同年に撮影を予定していたが、新型コロナウィルス感染症の世界的流行により撮影が延期され、企画が頓挫した。

## 人物

### 趣味・特技
趣味は音楽・映画鑑賞、読書、ピラティス、水泳、ジョギング、登山
特技は水泳で、ドラマ『恋愛時代』(SBS)では劇中でイ・ジヌクと対決し、そのシーンは僅差で負けてしまうものの、実際の現場では彼女の水泳の実力の方が遥かに優れており、当時のスタッフも「水泳の実力があれほどとは全く知らなかった」と感嘆のコメントを残している。

### 俳優としての評価

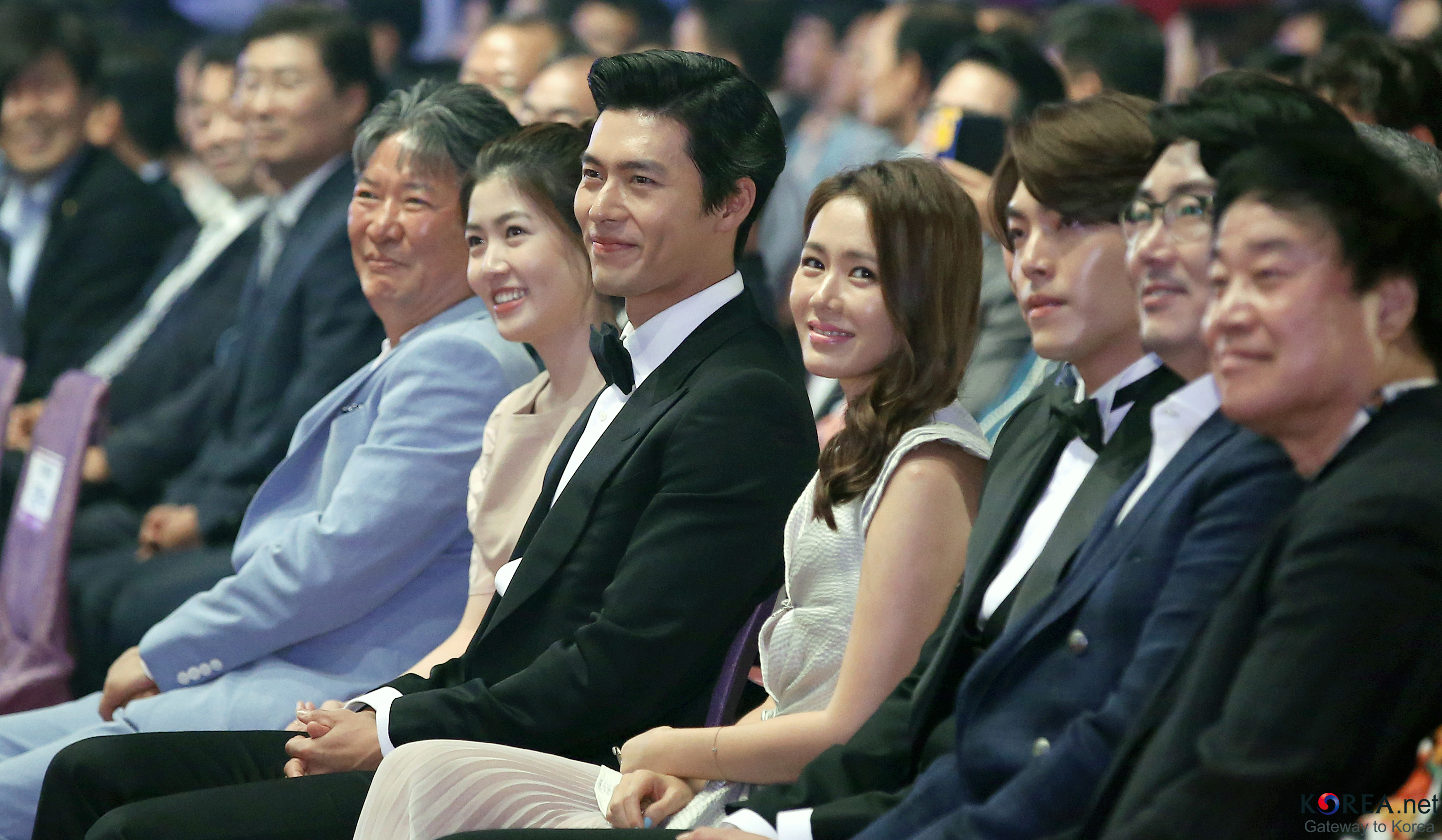
2014年、富川国際ファンタスティック映画祭のヒョンビンとソン・イェジン

ドラマ『恋愛時代』で共演したカム・ウソンは、彼女に対し「責任感が強くて、自己管理もしっかりした方だ。韓国には演技の上手な女優さんはたくさんいるが、彼女は韓国の国民が最も愛し、大切に思う女優の1人であり、充分にその資格がある女優だと思う」と語る。別の取材では「綺麗な上に芝居まで上手い。とてもプロらしいし、非の打ち所がなく、彼女のような娘がいたら良い」と述べた。
『永遠の片思い』で共演したチャ・テヒョンは「彼女の最も素晴らしい点は、スポンジのように他人の良い点を吸収するところ。周囲の人を気遣う優しさや、彼女ならではの肯定的な考え方も高く評価している」と賞賛を惜しまなかった。
映画『四月の雪』で共演したペ・ヨンジュンは、「集中力があり、考える力も演技も幅広く、俳優としての技量はかなりのもの。実際の年齢差を感じさせないほど成熟している女優だ」と語る。
映画『ラスト・プリンセス 大韓帝国最後の皇女』で共演したパク・ヘイルは、「とても準備がよくできているし、本人の感情で毎回目が充血していた。撮影シーンが多かっただけに、そばで感情を乱さないよう遠く離れていたり、集中しているときはヘッドフォンをつけていた。音楽でモチベーションを上げるようだった。何の音楽を聴いているかは一度も聞けなかった。恐ろしいほど集中していた」と振り返った。
映画『Be With You〜いま会いにゆきます』のイ・チャンフン監督は、「清純で、女神のように美しい方というイメージだったが、意外にもさばさばしていて、女優さんなのにこんなに気さくでいいのかなと思うほどだった。綺麗に撮られることだけを気にする方だとどうしようと心配もしていたが、むしろコミカルなシーンに意欲的な方で驚いた。自分の気持ちを率直に口にしたり、意見をハキハキ伝える面があるかと思うと、少し天然な部分もあって、そういう姿がとても魅力的だった」と語る。
ドラマ『よくおごってくれる綺麗なお姉さん』のアン・パンソク監督は、車から降りて撮影現場に歩いて来る女優ソン・イェジンの姿を見て「まるでプロボクサーのモハメド・アリのようだった」と表現している。
また、同作で共演したチョン・ヘインは、ソン・イェジンについて「どんな修飾語でも表現できない、言葉では言い表せない女優」と表現した。その一方で、「第一印象はとても難しく、怖かった」と振り返る。「大先輩であり、TVや映画などで見ていた凄い人でもある。最初は会話するときに表情管理が上手く出来ないほど大変だった。しかし、僕が思っていた考えは崩れ去った。気さくで飾らない。とても素直で、よく笑う。そのような点が僕の強張っていた心を落ち着かせてくれた。現場やロケ先でも、とてもよく笑って周囲を和ませる力がある。何よりも僕を尊重してくれることを肌で感じて心を開くことができた」と続けた。
『愛の不時着』の撮影関係者は、彼女について「場面ごとに絶えずアイデアを提案し、監督はもちろん一緒に演じる俳優たちとリアルさを追求して辻褄を合わせるべく、意見を交わしながら悩む姿を見せる一方、つらい撮影スケジュールで疲れきった状況でも、同僚たちと冗談を交わし、愉快な笑い声とリアクションで現場に活気をもたらした」とし、「女優ソン・イェジンのプロとしての情熱はもちろん人間的な彼女の魅力を感じさせた瞬間だった」と明かした。

### 交友関係
ソン・ユナ、オム・ジウォン、コン・ヒョジン、オ・ユナ、イ・ミンジョン、イ・ジョンヒョン、ユナ (少女時代)らと親友と呼べる間柄である。また、各々の撮影現場にケータリングカーを差し入れし、激励し合う関係でもある。親友ソン・ユナとは「大韓民国映画大賞をMCとして進行しながら受賞者ソン・イェジンに会った。そのとき好感を持つようになった」とし、「本当に演技が巧い後輩」と称賛されている。

### 私生活
2021年1月、俳優のヒョンビンとの交際が韓国メディアに報じられ、双方の所属事務所が交際を認めた。ヒョンビンとは『ザ・ネゴシエーション』（2018年）での共演以降、交際が噂されその度に否定してきたが、『愛の不時着』（2019年）での共演後、互いに好意を持つようになり恋人関係に発展したと事務所が公式に発表。20年近いキャリアの中で交際を公表したのは初めての事だった。2022年2月10日、自身のInstagramにてヒョンビンとの結婚を発表し、3月31日に結婚式を挙げた。11月27日に第一子となる男児を出産したことを事務所を通じて発表した。

## 出演作

### 映画
- 秘密（2000年）[40][41]
- 酔画仙（2002年）
- 永遠の片想い(原題｢恋愛小説｣)（2002年）
- ラブストーリー(原題｢クラシック｣)（2003年）
- 君に捧げる初恋（2003年）
- 私の頭の中の消しゴム（2004年）
- 四月の雪(原題｢外出｣)（2005年）
- ナンパの定石（2005年）
- ファム・ファタール(原題｢無防備都市｣)（2008年）
- 妻が結婚した（2008年）
- 白夜行 白い闇の中を歩く（2009年）
- 恋は命がけ(原題｢不気味な恋愛｣)（2011年）
- ザ・タワー 超高層ビル大火災（2012年）
- 殺人の疑惑（2013年）
- パイレーツ（2014年）
- 悪いやつは必ず死ぬ（2016年）
- 荊棘の秘密（2016年）
- ラスト・プリンセス 大韓帝国最後の皇女（2016年）
- Be With You いま、会いにゆきます（2018年）[42]
- ザ・ネゴシエーション（2018年）

### テレビドラマ
- おいしいプロポーズ（朝鮮語版）（2001年、MBC） - チャン・ヒエ役
- ソニ&ジニ（2001年、MBC） - シム・ソニ役
- 演芸の世界（2001年、iTV）
- 大望（テマン）（2002年、SBS） - チェ・ドンヒ役
- 夏の香り（2003年、KBS） - シム・ヘウォン役
- 恋愛時代（2006年、SBS） - ユ・ウノ役
- スポットライト（2008年、MBC） - ソ・ウジン役
- 個人の趣向（2010年、MBC） - パク・ケイン役
- シークレット・ガーデン（2010年-2011年、SBS）最終回・本人役(カメオ出演)
- サメ〜愛の黙示録〜（2013年、KBS） - チョ・ヘウ役
- よくおごってくれる綺麗なお姉さん（2018年、JTBC） - ユン・ジナ役
- 愛の不時着（2019年-2020年、tvN） - ユン・セリ役
- 39歳（2022年、JTBC） - チャ・ミジョ役

## 受賞歴
- 2001年 MBC演技大賞 新人賞ｰおいしいプロポーズ（朝鮮語版）
- 2002年 釜山映画評論家協会賞 新人女優賞ｰ永遠の片想い
- 2003年 第40回大鐘賞 新人女優賞･人気賞ｰラブストーリー
- 2003年 第39回百想芸術大賞 女子新人演技賞ｰラブストーリー
- 2003年 第24回青龍映画賞 人気スター賞
- 2005年 第15回 中国金鶏百花映画祭 海外作品部門 主演女優賞ｰ私の頭の中の消しゴム
- 2006年 第51回アジア太平洋映画祭 主演女優賞ｰ四月の雪
- 2006年 SBS演技大賞 最優秀賞･10大スター賞ｰ恋愛時代
- 2007年 第2回アジアモデル賞授賞式 モデルスター賞
- 2007年 第28回青龍映画賞 ベストドレッサー賞
- 2007年 第43回百想芸術大賞 女性最優秀演技賞ｰ恋愛時代
- 2008年 第29回青龍映画賞 主演女優賞･人気スター賞･ベストカップル賞ｰ妻が結婚した
- 2009年 大韓民国映画大賞 最優秀主演大賞ｰ妻が結婚した
- 2009年 第45回百想芸術大賞TV部門 最優秀主演女優賞ｰ妻が結婚した
- 2010年 第1回ソウル文化芸術大賞 映画俳優部門賞ｰ白夜行 白い闇の中を歩く
- 2010年 堤川国際音楽映画祭 アジア映画人賞
- 2010年 第31回青龍映画賞 人気スター賞
- 2014年 第51回大鐘賞 主演女優賞ｰパイレーツ
- 2014年　第18回富川国際ファンタスティック映画祭 プロデューサーチョイス賞
- 2016年 第53回大鐘賞 主演女優賞ｰラスト・プリンセス 大韓帝国最後の皇女
- 2016年 第25回釜日映画賞 主演女優賞ｰ荊棘の秘密
- 2016年 第37回青龍映画賞 人気スター賞
- 2016年 第17回釜山映画評論家協会賞 主演女優賞ｰ荊棘の秘密
- 2016年 第17回女性映画人賞 演技賞ｰ荊棘の秘密
- 2016年 第36回韓国映画制作者協会賞 女子演技者賞ｰ荊棘の秘密/ラスト・プリンセス 大韓帝国最後の皇女
- 2017年 第8回今年の映画賞 主演女優賞ｰラスト・プリンセス
- 2017年 第22回春史大賞映画祭 主演女優賞ｰ荊棘の秘密
- 2017年 第53回百想芸術大賞映画部門 最優秀主演女優賞ｰラスト・プリンセス 大韓帝国最後の皇女
- 2018年 Seoul International Drama Awards 韓流女子演技者賞ｰよくおごってくれる綺麗なお姉さん
- 2018年 第9回大韓民国大衆文化芸術賞 国務総理表彰
- 2018年 第2回Elle Style Awards スーパーアイコン賞
- 2020年 第56回百想芸術大賞TV部門 TicTok人気賞ｰ愛の不時着
- 2020年 Seoul International Drama Awards 韓流女子演技者賞ｰ愛の不時着
- 2020年 APAN STAR AWARDS Seeznスター賞ｰ愛の不時着

受賞と候補リスト
ko:손예진의 수상 및 후보 목록

## CM(CF)
- ソマン化粧品
- ヒューレットパッカード
- ジョージア（日本コカ・コーラ）
- クレジットカード
- プルン2貯蓄銀行
- キャシー・キャット(ヘアケア)

| 放送開始  | 放送終了 | 企業名                                                               | 商品名                                                            | 種類                       | CM                                                                             |
| --------- | -------- | -------------------------------------------------------------------- | ----------------------------------------------------------------- | -------------------------- | ------------------------------------------------------------------------------ |
| 1999      | 1999     | COSMOCOS 《코스모코스》                                              | 花を持った男（w/キム・ヘジュ） 《꽃을든남자 (with 김혜수)》       | 化粧品                     |                                                                                |
| 2001      | 2001     | CJ第一製糖 《CJ제일제당》                                            | プティチェル／petitzel（ゼリー） 《쁘띠첼》                       | 食品                       |                                                                                |
| 2001      | 2002     | 東亜・大塚製薬 《동아오츠카》                                        | ポカリスウェット 《포카리스웨트》                                 | 飲料                       | CM                                                                             |
| 2001      | 2002     | 愛敬産業(株) 《애경산업》                                            | B&F                                                               | 化粧品                     |                                                                                |
| 2002      | 2002     | PANTECH＆CURITEL(パンテック&キュリテル） 《팬택＆큐리텔》            | （w/ユン・ドヒョン） 《 (with 윤도현)》                           | 携帯電話                   |                                                                                |
| 2002      | 2002     | クラウン製菓 《크라운제과》                                          | O New 《오뉴》                                                    | 食品                       | CM                                                                             |
| 2002      | 2003     | オムパロス 《옴파로스》 (with 한재석: 2002년, with 박용하: 2003년)   | オムパロス 《옴파로스》                                           | 의류                       |                                                                                |
| 2003      | 2003     | 東西食品 《동서식품》                                                | 玄米緑茶 《현미녹차》                                             | 食品                       |                                                                                |
| 2003      | 2003     | 外国為替カード 《외환카드》                                          |                                                                   | クレジットカード           |                                                                                |
| 2003      | 2003     | ヘテ製菓 《해태제과》                                                | ブラボーコーン 《부라보콘》                                       | アイスクリーム             |                                                                                |
| 2003      | 2003     | LGユープラス 《LG유플러스》 (with 배용준)                            |                                                                   | 通信社 LTE携帯             | CM①                                                                            |
| 2003      | 2004     | 韓国土地信託 《한국토지신탁》                                        | Koaroo 《코아루》                                                 | 不動産 マンション          |                                                                                |
| 2003      | 2004     | LGユープラス 《LG유플러스》                                          | CANU 《캔유》                                                     | 携帯電話                   | CM                                                                             |
| 2005      | 2005     | 光明シャインビル 《광명 샤인빌》                                     |                                                                   | 不動産 マンション          |                                                                                |
| 2005      | 2005     | 熊津食品 《웅진식품》                                                | 茶室で 《다실로》                                                 | 飲料                       | CM                                                                             |
| 2006      | 2006     | S-OiL                                                                | (with 차승원, 싸이)                                               | 大手石油元売企業 ガソリン  | CM①CM②CM③                                                                      |
| 2006      | 2008     | サンファン企業 《삼환기업 》                                         | ナウビル 《나우빌》                                               | 不動産                     |                                                                                |
| 2006      | 2008     | クック電子 《쿠쿠전자》                                              | クック炊飯器 《쿠쿠 밥솥》                                        | キッチン家電               | 記事                                                                           |
| 2006      | 2001     | LG生活健康 《LG생활건강》 (with 김아중: 2007년, with 김남길: 2010년) | O HUI 《오휘》                                                    | 化粧品                     | CM                                                                             |
| 2007      | 2007     | 麹醇堂 《국순당》                                                    | 百歳酒（w/チョ・スンウ） 《 백세주 (with 조승우)》                | 酒類                       | CM① CM②                                                                        |
| 2007~2008 | 2008     | 東亜・大塚製薬 《동아오츠카》                                        | ポカリスウェット 《포카리스웨트》                                 | 飲料                       | CM                                                                             |
| 2010      | 2010     | 映画振興委員会 《영화진흥위원회》                                    | グッドダウンロード 《굿다운로더》 (with 황정민, 이병헌, 김윤진)   | キャンペーン               |                                                                                |
| 2010      | 2012     | SK建設                                                               | VIEW                                                              | 不動産 マンション          | CM①CM②                                                                         |
| 2010      | 2014     | ファッショングループヒョンジ 《패션그룹형지》                        | CHÂTELAINE 《샤트렌》                                             | 婦人衣料                   | CM                                                                             |
| 2011      | 2011     | PIAGET／ピアジェブティック 《피아제》                                |                                                                   | スイス時計 ジュエリー      | 記事                                                                           |
| 2011      | 2013     | LG生活健康 《LG생활건강》                                            | VOV 《보브》                                                      | 化粧品                     | CM                                                                             |
| 2012      | 2012     | NH農協生命 《NH농협생명》 (with 장혁, 소지섭)                        | 幸福自身プラン 《행복자산플랜》                                   | 銀行                       | CM CM（OH HAPPY DAY）                                                          |
| 2012      | 2012     | SONYKOREA 《소니 코리아》                                            | SONY a NEX-F3 《소니α NEX-F3》                                    | カメラ                     | CM①CM②                                                                         |
| 2012      | 2012     | SJ.DUKO 《SJ듀코》                                                   | S.T. Dupont／デュポン 《S.T.듀퐁》                                | カジュアルファッション     | 記事                                                                           |
| 2013      | 2014     | SONYKOREA 《소니 코리아》                                            | SONY a NEX-3N 《소니α NEX-3N》                                    | 카메라                     | CM                                                                             |
| 2013      | 2014     | ファッショングループヒョンジ 《패션그룹형지》                        | WILDROSES 《와일드로즈》                                          | アウトドア                 | CM（2013F/W）                                                                  |
| 2013      | 2014     | NH農協生命 《NH농협생명》                                            |                                                                   | 保険                       | CM（自転車と歌） CM（散歩と歌）                                                |
| 2014      | 2018     | ABLE C&C 《에이블씨엔씨》                                            | MISSHA 《미샤》                                                   | 化粧品                     | CM（2014/8） CM（2014/8） CM（2016/2） CM（2016/8） CM（2017/10） CM（2018/6） |
| 2015      | 2015     | Cash Slide 《캐시슬라이드》 (with 황정민)                            |                                                                   | アプリテック               | CM                                                                             |
| 2016      | 2016     | ELEX 《일렉스》                                                      | CLASH OF KINGS（w/ソ・ジソブ） 《클래시 오브 킹즈 (with 소지섭)》 | 城育成シミュレーション RPG | CM（2016/2）                                                                   |
| 2016      | 2016     | 東西食品 《동서식품》                                                | Tarra 《타라》                                                    | 紅茶                       | CM（2016/10）                                                                  |
| 2016      | 2017     | ShinWon 《신원》                                                     | BESTI BELLI 《베스띠벨리》                                        | 婦人衣料                   | CM（2016/9） CM（2017/1） CM（2017/4） CM（2017/9）                            |
| 2016      | 2018     | 現代海上火災保険 《현대해상》                                        | ハイカ ダイレクト 《하이카 다이렉트》                             | 保険                       | CM（2016/8） CM（2017/11） CM（2018/3） CM（2018/8）                           |
| 2018      |          | GANESHI 《가네시》                                                   |                                                                   | ジュエリー                 | CM（2018/8） CM①CM②（2018/10）                                                 |
| 2018      |          | VANAV 《바나브》                                                     |                                                                   | 美容家電                   | CM（2019/3）                                                                   |
| 2018      |          | Rosemont                                                             |                                                                   | ジュエリー 時計            | CM（2018/5)                                                                    |
| 2019      |          | 魔女ファクトリー（manyo） 《마녀공장》                               |                                                                   | 化粧品                     | CM（2019/3） CM（2020/3 愛の不時着Ver）                                        |
| 2020      |          | Smart Communications （フィリピン）                                  | en:Smart Communications                                           | 通信業者                   | CM（2020/8）                                                                   |
| 2020      |          | jennyhouse                                                           |                                                                   | 化粧品                     | CM（2020/8） CM（2020/6） CM（2020/11）                                        |